# Орудия Барисала
«Орудия Барисала», или «туманные пушки» (также mistpoeffers (с англ. — «рассеиватели тумана») в Бельгии и Нидерландах, Seeschießen (с нем. — «выстрелы в море/озере») в Германии, brontidi (с итал. — «похожие на гром») или baturlio marinas в Италии) — это серия громких взрывов, которые раздавались в районе Барисала в Бангладеш в XIX веке. 

## Происхождение звука
Существуют различные теории о происхождении этого звука. Одно из распространённых объяснений состоит в том, что это был звук волн, разбивающихся о местный рельеф, но также было выдвинуто предположение о геологическом происхождении. Этот звук является примером «небесного землетрясения» — необъяснимого внезапного громкого звука без соответствующей сейсмической активности. Подобные звуки были зафиксированы во многих прибрежных районах по всему миру, таких как дельта Ганга и дельта реки Брахмапутра в Бангладеш, на восточном побережье и внутренних озёрах Соединённых Штатов, а также в районах Северного моря, на озёрах на юге Германии, в Японии и Италии; а иногда и вдали от воды, например, на Среднем Западе США, где их связывают с низкой температурой.

## Влияние
Необъяснимый источник этого явления породил мистические интерпретации, например, в теософских трудах.